# Município de Blatec
Blatec é um ex-município localizado na atual Macedônia do Norte.